# Station Barenton-Bugny
Station Barenton-Bugny is een spoorwegstation in de Franse gemeente Barenton-Bugny.

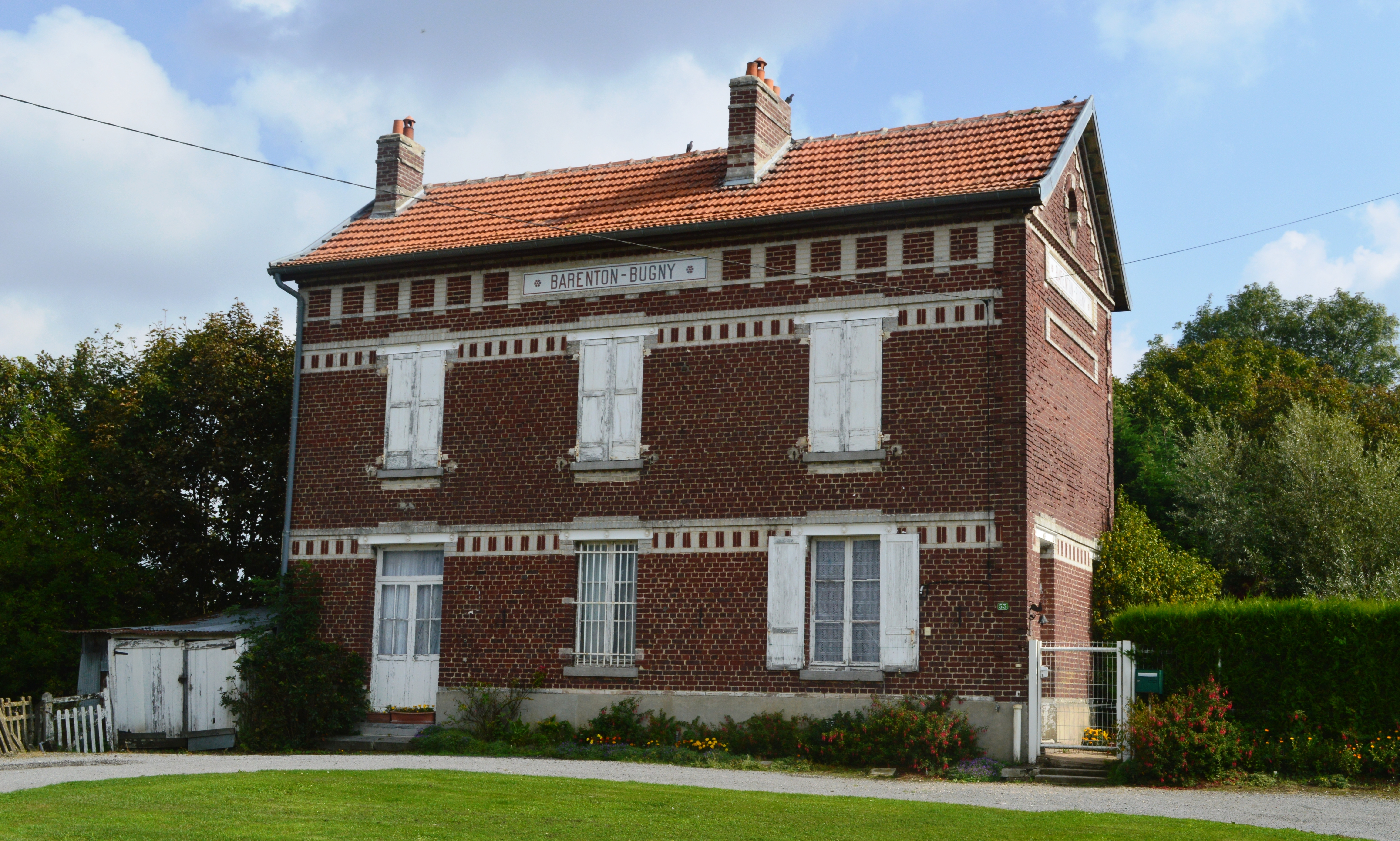